# مارسيل غروسمان
مارسيل غروسمان (بالألمانية: Marcel Grossmann)‏ هو رياضياتي سويسري، ولد في 9 أبريل 1878 في بودابست في المجر، وتوفي في 7 سبتمبر 1936 في زيورخ في سويسرا بسبب تصلب متعدد.